# Karhusaari (ö i Finland, Kymmenedalen, Kouvola, lat 61,03, long 27,07)
Karhusaari är en ö i Finland. Den ligger i sjön Suuri-Murtonen och i kommunen Kouvola i den ekonomiska regionen  Kouvola ekonomiska region  och landskapet Kymmenedalen, i den södra delen av landet, 150 km nordost om huvudstaden Helsingfors. Öns area är 1,6 hektar och dess största längd är 240 meter i nord-sydlig riktning.